# مسجد علیاء حاج عبدالغنی رزاقی خم
مسجد علیاء حاج عبدالغنی رزاقی خمسی مربوط به دوره قاجار است و در شهرستان خلخال، روستای خمس (خلخال)  واقع شده و این اثر در تاریخ ۱۹ مرداد ۱۳۷۹ با شمارهٔ ثبت ۲۷۶۴ به‌عنوان یکی از آثار ملی ایران به ثبت رسیده است.